# Gynoplistia leai
Gynoplistia leai är en tvåvingeart som först beskrevs av Alexander 1922.  Gynoplistia leai ingår i släktet Gynoplistia och familjen småharkrankar. Inga underarter finns listade i Catalogue of Life.